# Pseudanisentomon dolichempodium
Pseudanisentomon dolichempodium är en urinsektsart som först beskrevs av Yin och Zhang 1982.  Pseudanisentomon dolichempodium ingår i släktet Pseudanisentomon och familjen trakétrevfotingar. Inga underarter finns listade i Catalogue of Life.